# Gårdstjärnen (Sundsjö socken, Jämtland, 699792-146715)
Gårdstjärnen är en sjö i Bräcke kommun i Jämtland och ingår i Ljungans huvudavrinningsområde. Sjön har en area på 0,361 kvadratkilometer och ligger 369 meter över havet. Sjön avvattnas av vattendraget Gålösån.

## Delavrinningsområde
Gårdstjärnen ingår i det delavrinningsområde (699618-146708) som SMHI kallar för Inloppet i Stor-Gässlingen. Medelhöjden är 370 meter över havet och ytan är 14,19 kvadratkilometer. Det finns inga avrinningsområden uppströms utan avrinningsområdet är högsta punkten. Gålösån som avvattnar avrinningsområdet har biflödesordning 3, vilket innebär att vattnet flödar genom totalt 3 vattendrag innan det når havet efter 217 kilometer. Avrinningsområdet består mestadels av skog (74 procent) och sankmarker (11 procent). Avrinningsområdet har 0,64 kvadratkilometer vattenytor vilket ger det en sjöprocent på 4,5 procent.